# Efavirenz/lamivudina/tenofovir
El efavirenz/lamivudina/tenofovir (EFV/3TC/TDF), vendido bajo la marca Symfi entre otras, es un medicamento antirretroviral de combinación de dosis fija para el tratamiento del VIH/SIDA. Combina efavirenz, lamivudina y tenofovir disoproxil. A partir de 2019, está incluido en la lista de la Organización Mundial de la Salud como opción de primera línea alternativa a dolutegravir/lamivudina/tenofovir. Se toma por vía oral.
Los efectos secundarios pueden incluir dolor en las articulaciones, somnolencia, dolores de cabeza, depresión, problemas para dormir y picores. Los efectos secundarios graves pueden incluir depresión, psicosis u osteonecrosis. En las personas con antecedentes de epilepsia, puede aumentar la frecuencia de las convulsiones También debe tenerse mayor cuidado en las personas con problemas renales Su uso durante el embarazo parece no ser seguro.
Está en la Lista de Medicamentos Esenciales de la Organización Mundial de la Salud. La combinación recibió una aprobación tentativa en los Estados Unidos en 2014, y se le concedió la aprobación en febrero de 2018. Su disponibilidad e importancia es apoyada por Médicos Sin Fronteras. Está disponible como medicamento genérico.